# Dirk Korthals
Dirk Korthals (Alemania, 22 de marzo de 1962) es un nadador alemán retirado especializado en pruebas de estilo libre, donde consiguió ser subcampeón olímpico en 1984 en los 4x200 metros estilo libre.

## Carrera deportiva
En los Juegos Olímpicos de Los Ángeles 1984 ganó la medalla de plata en los relevos de 4x200 metros estilo libre, con un tiempo de 7:16.73 segundos, tras Estados Unidos (oro) y por delante de Reino Unido (bronce), siendo sus compañeros de equipo los nadadores: Thomas Fahrner, Alexander Schowtka, Michael Gross y Rainer Henkel.